# Pouru-Saint-Remy

Pouru-Saint-Remy este o comună în departamentul Ardennes din nordul Franței. În 1 ianuarie 2022 avea o populație de 1.129 de locuitori.